# شواية دوارة

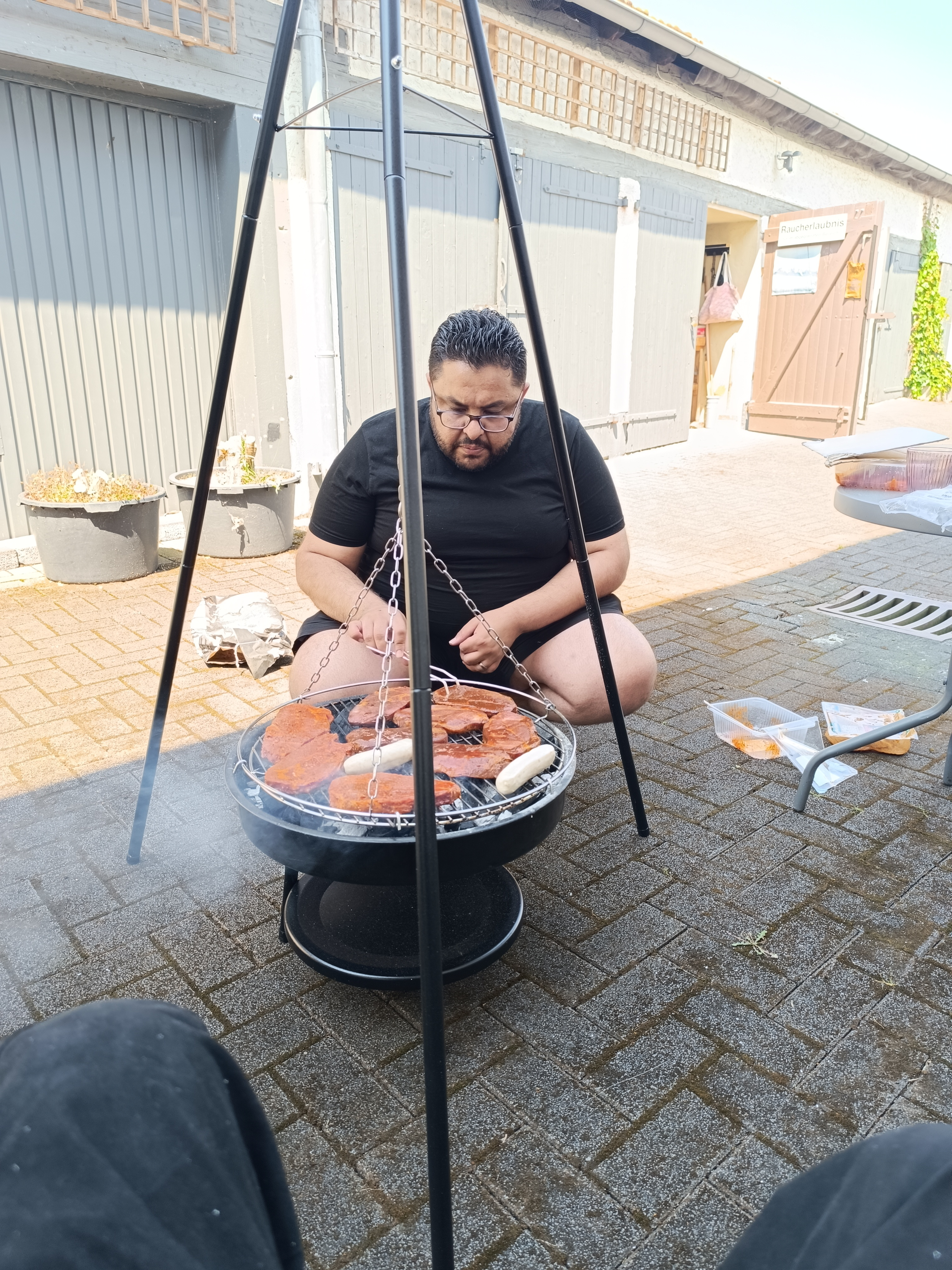
شاوٍ يشوي على شواية دوارة

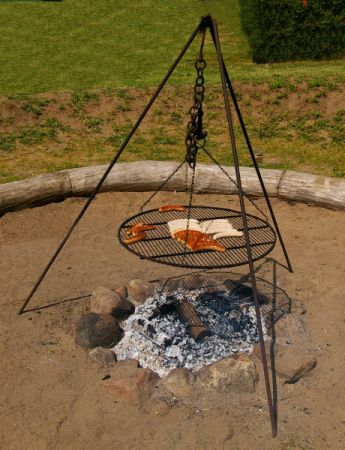

الشوَّاية الدوَّارة أو المُتأرجِحَة أو المُتَدلِّيَة هي شواية تقليدية في ولايتي زرلند وأرض الرين وبلاتنة.